# Shōta Sometani
Shota Sometani (染谷 将太 Sometani Shōta?,  Edogawa, Tokio, 3 de septiembre de 1992) es un actor japonés, afiliado a Toy's Factory. Es principalmente conocido por su papel protagónico de Shin'ichi Izumi en la película de acción real de Kiseijū y Yūichi Sumida en Himizu.

## Carrera
Sometani comenzó actuando a una edad temprana, trabajando como actor tanto en cine como en televisión. Obtuvo su primer papel principal en la película de 2009, Pandora's Box, una adaptación cinematográfica de la novela de Osamu Dazai.
En 2011, recibió el Premio Marcello Mastroianni en la categoría de "Mejor nuevo actor juvenil" en el Festival de Cine de Venecia por su papel en Himizu, filme coprotagonizado con Fumi Nikaidō. Ese mismo año también apareció en la película Tokyo Park de Shinji Aoyama. En 2012, apareció en The Millennial Rapture de Kōji Wakamatsu y protagonizó la película Ikiteiru mono wa inai no ka de Gakuryū Ishii.

## Vida personal
El 31 de diciembre de 2014, Sometani contrajo matrimonio con la también actriz Rinko Kikuchi, quien es once años mayor que él. En octubre de 2016, la pareja le dio la bienvenida a su primer hijo.

## Filmografía

### Películas
| Año  | Título                                | Papel                             | Notas                     |
| ---- | ------------------------------------- | --------------------------------- | ------------------------- |
| 2002 | Ping Pong                             |                                   |                           |
| 2003 | Hebi Ichigo                           |                                   |                           |
| 2004 | Jigoku Kozou                          |                                   |                           |
| 2004 | Devilman                              |                                   |                           |
| 2008 | Namida Tsubo                          |                                   |                           |
| 2008 | Fure Fure Shojo                       |                                   |                           |
| 2009 | Pandora's Box                         |                                   | Principal                 |
| 2010 | Yuriko no Aroma                       |                                   | Principal                 |
| 2010 | Tokyo Island                          |                                   |                           |
| 2010 | Awaremi Mumashika                     |                                   |                           |
| 2011 | Tokyo Park                            | Hiro Takai                        |                           |
| 2011 | Usotsuki Mii-kun to Kowareta Maa-chan |                                   | Principal                 |
| 2011 | Azemichi no Dandy                     |                                   |                           |
| 2011 | Antoki no Inochi                      |                                   |                           |
| 2012 | Ikiteiru mono wa inai no ka           | Keisuke                           | Principal                 |
| 2012 | Himizu                                | Yuichi Sumida                     | Principal                 |
| 2012 | Sadako 3D                             |                                   |                           |
| 2012 | Sū-chan Mai-chan Sawako-san           | Kosuke Chiba                      |                           |
| 2012 | Lesson of the Evil                    | Keisuke Hayami                    |                           |
| 2012 | Tenchi Meisatsu                       | Tokugawa Ietsuna                  |                           |
| 2012 | The Millennial Rapture                |                                   |                           |
| 2013 | Strawberry Night                      |                                   |                           |
| 2013 | The Intermission                      |                                   | Principal                 |
| 2013 | Riaru: Kanzennaru Shuchō Ryū no Hi    | Shingo Takagi                     |                           |
| 2013 | Eien no 0                             | Kenichiro Ōishi (joven)           |                           |
| 2013 | Kiyosu Kaigi                          | Mori Ranmaru                      |                           |
| 2014 | Wood Job                              | Yuki Hirano                       | Principal                 |
| 2014 | Shirayuki hime Satsujin Jiken         | Hasegawa                          |                           |
| 2014 | Sayonara Kubukicho                    | Toru Takahashi                    |                           |
| 2014 | Tenchi Meisatsu                       | Tokugawa Ietsuna                  |                           |
| 2014 | Parasyte: Parte 1                     | Shinichi Izumi                    | Principal                 |
| 2014 | As the Gods Will                      | Satake                            |                           |
| 2015 | Parasyte: Parte 2                     | Shinichi Izumi                    | Principal                 |
| 2015 | Eiga Minna! Esper Dayo!               | Yoshiro Kamogawa                  | Principal                 |
| 2015 | Teacher And Stray Cat                 |                                   |                           |
| 2015 | Strayer's Chronicle                   | Manabu                            |                           |
| 2015 | That's It                             | Samao Daikoku                     | Principal                 |
| 2015 | Dear Deer                             | Takashi                           |                           |
| 2015 | Bakuman                               | Niizuma Eiji                      |                           |
| 2016 | The Actor                             | Yokota                            |                           |
| 2016 | Fueled: The Man They Called Pirate    | Yoshio Hasebe                     |                           |
| 2016 | Satoshi no Seishun                    | Egawa                             |                           |
| 2016 | Live for Today: Genichiro Tenryu      | Narrador                          |                           |
| 2017 | Parks                                 | Tokio                             |                           |
| 2017 | Sangatsu no Raion                     | Harunobu Nikaidō                  |                           |
| 2017 | March Goes out like a Lamb            | Harunobu Nikaidō                  |                           |
| 2017 | Dawn Wind in My Poncho                | Nakata                            |                           |
| 2018 | Legend of the Demon Cat               | Kūkai                             | Película china, principal |
| 2018 | Kimi no Tori wa Utaeru                |                                   |                           |
| 2019 | Parallel World Love Story             | Tomohiko Miwa                     |                           |
| 2019 | Samurai Marathon                      | Uesugi Hironoshin                 |                           |
| 2019 | To the Ends of the Earth              | Yoshioka                          |                           |
| 2019 | The First Supper                      | Rintarō                           | Principal                 |
| 2019 | First Love                            | Kase                              |                           |
| 2020 | Stare                                 | Hideaki Watanabe                  |                           |
| 2020 | Runway                                | Akechi                            |                           |
| 2021 | Detective Chinatown 3                 | Akira Murata                      | Película china            |
| 2021 | Belle                                 | Shinjirō "Kamishin" Chikami (voz) |                           |
| 2022 | Dai kaijū no ato shimatsu             | Denki Mukogawa                    |                           |
| 2022 | Suzume                                | Minoru Okabe (voz)                |                           |
| 2023 | Fly On                                | Kimura                            |                           |
| 2023 | Lumberjack the Monster                | Kurō Sugitani                     |                           |

### Películas animadas
| Año  | Título                      | Papel               |
| ---- | --------------------------- | ------------------- |
| 2012 | Ōkami Kodomo no Ame to Yuki | Tanabe              |
| 2015 | El niño y la bestia         | Kyuta (adolescente) |

### Televisión
| Año  | Título                              | Papel                     |
| ---- | ----------------------------------- | ------------------------- |
| 2009 | Saka no Ue no Kumo                  | Yoshifuru Akiyama (joven) |
| 2010 | Ryōmaden                            | Toyonori Yamauchi         |
| 2012 | Tsumi to Batsu: A Falsified Romance | Haruka Mikoshiba          |
| 2013 | XxxHolic                            | Kimihiro Watanuki         |
| 2013 | Minna! ESPer Dayo!                  | Yoshirō Kamogawa          |
| 2016 | Hibana                              | Ogata                     |
| 2017 | Sanpo suru shinryakusha             | Tatsuo Yamagiwa           |

### Videos musicales
| Año  | Título                                  | Artista         |
| ---- | --------------------------------------- | --------------- |
| 2010 | Hello, Again ～Mukashi Kara Aru Basho～ | Juju            |
| 2012 | Good Luck                               | Bump of Chicken |

## Premios y distinciones
Festival Internacional de Cine de Venecia
| Año  | Categoría                                                        | Trabajo nominado | Resultado |
| ---- | ---------------------------------------------------------------- | ---------------- | --------- |
| 2011 | Premio Marcello Mastroianni a la mejor actor o actriz revelación | Himizu           | Ganadora  |